# Coll del Bimet
El Coll del Bimet és un coll a 1.521,3 m. alt. del terme municipal de Tremp, dins de l'antic municipi de Fígols de Tremp, al Pallars Jussà. Alguns mapes cometen l'error d'anomenar-lo Coll del Vímet.
Està situat al sud-est del poble de Claramunt i a ponent del d'Eroles, però sense comunicació directa amb aquest darrer. És al nord-oest del Serrat de l'Àliga i a l'extrem sud del Cingle dels Plans. Separa les valls del barranc d'Eroles, afluent secundari de la Noguera Pallaresa, i del barranc de la Vileta, afluent de la Noguera Ribagorçana. És, per tant, partió de conques hidrogràfiques.